# عصام شرف

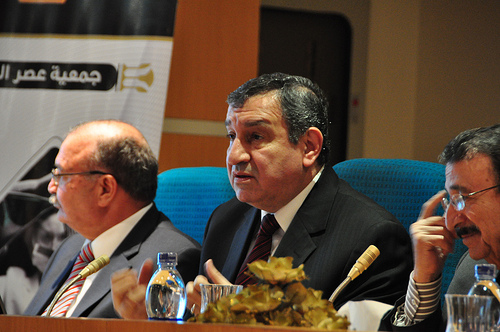

عصام عبد العزيز شرف (وُلد في الجيزة بمصر سنة 1952 وأصله من مشيرف التابعة للباجور) هو رئيس مجلس الوزراء المصري الأسبق منذ 3 مارس وحتى 22 نوفمبر 2011. تولى رئاسة الحكومة بعد أن كلفه المجلس الأعلى للقوات المسلحة بتشكيل الحكومة خلفاً للفريق أحمد شفيق الذي استقال من رئاسة مجلس الوزراء في 3 مارس 2011. كان عصام شرف يشغل منصب وزير النقل في حكومة الدكتور أحمد نظيف من يوليو 2004 وحتى استقالته في ديسمبر 2005.

## حياته

### تدرجه الأكاديمي
حصل شرف على درجة البكالوريوس في الهندسة المدنية من جامعة القاهرة سنة 1975، ثم درجة الماجستير في هندسة النقل من جامعة بيردو الأمريكية عام 1980، ثم الدكتوراه من نفس الجامعة عام 1984، وعمل أستاذاً زائراً بجامعة بيردو عامي 1984 و1985، ثم مدرساً بهندسة القاهرة بين عامي 1986 و1991، وأستاذاً مساعداً بكلية الهندسة بجامعة الملك سعود بالمملكة العربية السعودية بين عامي 1990 و1996، وأستاذاً مساعداً بجامعة القاهرة بين عامي 1991 و1996، ويعمل أستاذاً لهندسة الطرق بكلية هندسة جامعة القاهرة منذ سنة 1996 وحتى الآن، وله 105 أبحاث علمية منشورة في المجلات المحلية والعالمية معظمها في مجال تصميم وصيانة ونظم إدارة رصفيات الطرق وفي مجالات نظم تحليل حوادث المرور.

## مسيرته
شغل شرف منصب أمين مجلس قسم الأشغال العامة بكلية هندسة جامعة القاهرة بين عامي 1997 و2001، وممثل مجلس قسم الأشغال العامة بكلية الهندسة بجامعة القاهرة بين عامي 1998 و2000، ومستشاراً لتحرير مجلة نقابة المهندسين المصرية. كما شغل عضوية كل من مجلس بحوث النقل المصري بأكاديمية البحث العلمي، وشعبة النقل الداخلي بمجلس بحوث النقل بأكاديمية البحث العلمي والتكنولوجيا. وشعبة بحوث الطواريء بمجلس البحوث الطبية بأكاديمية البحث العلمي والتكنولوجيا، واللجنة الاستشارية العليا، والشركة القابضة للنقل البري والبحري، وعمل مستشارا لوزير النقل عامي 2000 و2001.

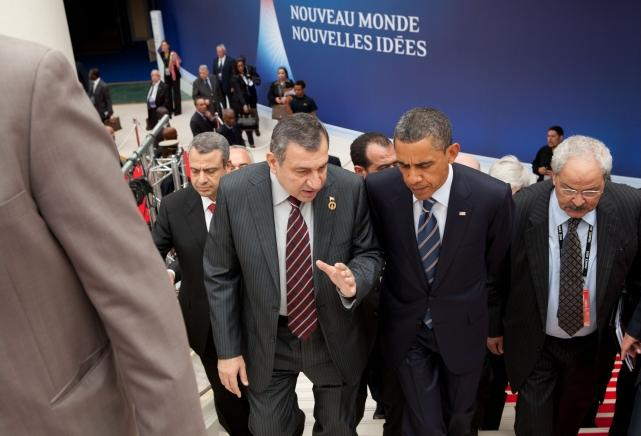
عصام شرف مع أوباما

### توليه وزارة النقل
شغل شرف منصب وزير النقل والمواصلات في أول حكومة شكلها الدكتور أحمد نظيف في يوليو 2004 وأقيل منها في ديسمبر 2005، ويُذكر أن سبب إقالته هو رجل الأعمال ممدوح إسماعيل، حيث رفض عصام شرف التدخل في عمل لجنة تحقيق في واقعة اصطدام إحدى عبارات ممدوح إسماعيل (وتدعى السلام 95) بناقلة بترول قبرصية في أكتوبر 2005 رغم وساطة زكريا عزمي رئيس ديوان رئيس الجمهورية آنذاك لتغيير سير التحقيقات بهدف إلقاء اللوم على السفينة القبرصية وإعفاء صديقه ممدوح إسماعيل من دفع التعويضات المقررة وفقاً للقانون.

### خروجه من وزارة النقل والمواصلات
تقدم شرف باستقالته من وزارة النقل ثلاث مرات احتجاجاً على السياسات التي كانت تدار بها الوزارة السابقة، وخاصة بعد حادث قطار قليوب، كما استقال من منصبه كرئيس لجنة التسيير بنقابة المهندسين مرتين بسبب إصرار الدولة علي فرض الحراسة القضائية علي النقابة كما قدم استقالته من منصب رئيس الوزراء بعد قيام الثورة مره أخرى.

### مشاركته في ثورة 25 يناير
شارك عصام شرف في اعتصامات ميدان التحرير أثناء ثورة 25 يناير/كانون الثاني عام 2011 م التي كانت السبب في إجبار الرئيس محمد حسني مبارك على التنحي، بما يجعله أحد الوزراء السابقين القلائل الذين أعلنوا تأييدهم لثورة 25 يناير/كانون الثاني منذ أيامها الأولى.

## توليه رئاسة وزراء مصر
في 3 مارس 2011 أعلن المجلس الأعلى للقوات المسلحة الحاكم بمصر قبول استقالة الفريق أحمد شفيق من رئاسة الوزراء (تحت ضغط شعبي) منوهاً ـ في الرسالة رقم 26 التي نشرت على صفحته الرسمية على موقع فيس بوك ـ إلى تكليف الدكتور عصام شرف وزير النقل الأسبق بتشكيل الحكومة الجديدة.
وكان شرف قد شارك في فبراير 2011 في مظاهرات نظمها أساتذة الجامعات إبان ثورة 25 يناير وتوجهت من جامعة القاهرة إلى ميدان التحرير سيرا على الأقدام.
- أمر رئيس الوزراء الدكتور عصام شرف بمراجعة جميع عقود تصدير وبيع البترول والغاز الطبيعي التي وقعتها مصر مع الدول الأخرى بما فيها إسرائيل.
- تخصيص مكتب لشباب الثورة داخل مجلس رئاسة الوزراء للاستعانة بآرائهم فيما يخص مطالب الثورة ومختلف القرارات الوزارية السياسية والاقتصادية والاجتماعية.
- تم إلغاء محافظة «6 أكتوبر» وإعادتها إلى محافظة الجيزة كما تم إلغاء محافظة «حلوان» وإعادتها إلى محافظة القاهرة.
- 2 مليون جنيه لكل محافظة لدعم أدوية الطوارئ.
- علاج جميع المواطنين بالطوارئ مجانا خلال 6 شهور.
- استحداث منصب جديد بوزارة الخارجية هو نائب وزير الخارجية للشؤون الإفريقية، لدعم توجهات السياسة المصرية في توسيع نطاق التعاون مع الدول الإفريقية في مختلف المجالات كمحاولة لإصلاح التقصير المصري نحو العلاقات الأفريقية في العهد السابق.
- ضمان حق التصويت للمصريين العاملين بالخارج في كل من الانتخابات البرلمانية والرئاسية القادمة.
- إنشاء أول نقابة للفلاحين في مصر والمشاركة في افتتاح أول مؤتمر رسمي لها والذي سيعقد بمشروع شباب الخريجين بمنطقة النوبارية التابعة لمحافظة البحيرة بهدف تشجيع المزارعين على الانضمام للنقابة.
- طالب رئيس الوزراء الدكتور عصام شرف بإنشاء صندوق لتمويل المصانع المتوقفة عن العمل بما يمنع تسرب العمالة.
- وافق مجلس الوزراء على مشروع مرسوم بقانون فتح اعتماد إضافي بالموازنة العامة للدولة للسنة المالية الحالية 2010/ 2011 يقدر بعشرة مليارات جنيه لمواجهه المُتطلبات الإضافية لدعم السلع التموينية.
- اتصالا ببعض عمليات التلاعب بتوزيع أنابيب البوتاجاز وقيام بعض البلطجية ببعض السرقات، وجه رئيس الوزراء د.عصام شرف بتدعيم الحراسات التي توفرها الشرطة لشبكة توزيع الاسطوانات، ومواجهه هذه التجاوزات بشكل حاسم يضمن تطبيق أقصى عقوبة على المرتكبين لها.
- وزارة المالية تعلن قريبا حزمة إصلاحات ضريبية لمساندة سياسات الأجور وإصلاح هيكل الأجور من أهم أولويات الحكومة في المرحلة الراهنة.
- حول مشاكل سكان النوبة وافق رئيس مجلس الوزراء على منح 4000 عقد تمليك للمُستحقين من أهالي النوبة في مشروع خزان أسوان شامل تمليك المنازل والاراضي المُقام عليها. وتخصيص 3700 فدان في منطقة توشكى كتعويض عن الأراضي الزراعية للنوبيين غير المُقييمين وقت بناء السد العالى.
- إثيوبيا تعلن فتح «صفحة جديدة» مع مصر حول ملف النيل لطرح نوع مختلف من الحوار والتعاون، بعيدا عن المرحلة الماضية، التي شهدت توترا بين البلدين حول الحقوق والاستخدامات في مياه النيل.
- هيئة الاستثمار تطلق حزمة جديدة من التيسيرات على المستثمرين تستهدف تشجيع وجذب استثمارات جديدة لمصر خلال الفترة المقبلة.
- وافق رئيس الوزراء على مشروعات استثمارية للمصريين العاملين بالسعودية:

المشروع الأول: إقامة 42 صومعة لتخزين الحبوب والغلال بطاقة تصل إلى 250 ألف طن في 7 محافظات بهدف خفض نسبة الفاقد من القمح وزيادة السعة التخزينية من الحبوب لتدعيم المخزون الاستراتيجي.
المشروع الثاني: إقامة مراكز للتدريب الفني لتأهيل العمالة المصرية للعمل في السعودية، وغيرها لكى تتماشى مع الاحتياجات المتطورة في سوق العمل.
- إصدار قرار بوقف استيراد الأغذية والنباتات والمنتجات ذات الأصل الحيواني والنباتي، والخامات الأرضية والخردة المعدنية واجزاء وقطع السيارات المستعملة الواردة من اليابان. خوفاً من تعرضها لاي تسرب اشعاعي من جراء احداث الزلزال التي شهدتها اليابان.
- تم الاتفاق خلال زيارة د. شرف الأخيرة للسودان على زراعة 100 ألف فدان كمرحلة أولى في السودان تصل إلى مليون فدان، لتحقيق الأمن الغذائي لكل من مصر والسودان.
- قرار رئيس الوزراء رقم 481 لسنة 2011 بإلغاء تعيين الدكتور عاطف عبيد ممثلاً لجمهورية مصر العربية في مجلس إدارة المصرف العربي الدولي للتجارة الخارجية والتنمية
- دعم التعاون في مجال الاتصالات وتكنولوجيا المعلومات بين مصر وأوغندا (في اطار خطوات إعادة العلاقات الجيدة مع الدول الأفريقية).
- وزير الزراعة: الاكتفاء الذاتي من القمح خلال عامين.. وتيسيرات جديدة للمزارعين.
- أصدر د. عصام شرف رئيس مجلس الوزراء توجيهاته بإعادة رحلات مصر للطيران إلى جوبا وذلك لخدمة أبناء الجنوب السوداني وربطهم بمصر إلى جانب خدمة المستثمرين ودفع حركة التجارة وتوسيع التبادل التجاري بين الجانبين. حيث أثير هذا الموضوع أثناء زيارته الأخيرة للجنوب وطلب المسئولون هناك عودة هذه الرحلات لأهميتها السياسية والاقتصادية.
- د/ عصام شرف: يعتذر للشعب التونسي ومنتخب تونس لكرة القدم عن ما وقع من أحداث شغب أثناء مباراة الفريق المصري والتونسي. وأن هذا الموضوع لن يمر مرور الكرام وسيتم التحقيق فيه فوراً.
- وزير الزراعة: زراعة 500 ألف فدان بالقطن لهذا العام:
- رئيس الوزراء يفتتح الكنيسة المعلقة في احتفالية عالمية بعد أيام.
- د/ عصام شرف: تم الاتفاق على توفير 1000 وحدة سكنية كحل لإنهاء بعض المشاكل في المناطق العشوائية التي تشكل خطراً على ساكنيها، وسينتقل المواطنون طبقاً لأسبقيات الخطورة، بِدأً من منتصف أبريل 2012.
- كلف الدكتور عصام شرف رئيس مجلس الوزراء رسميا الدكتور صفوت النحاس رئيس الجهاز والمركزي للتنظيم والإدارة بإعداد منظومة لتحسين كافة الأجور والمكافآت والمزايا المادية لكافة العاملين بالدولة، وذلك من خلال التنسيق مع وزير المالية الدكتور سمير رضوان.
- تقدم عصام شرف باستقالة حكومته في 22 نوفمبر 2011.

## الجوائز والتكريمات
- جائزة الدولة التشجيعية للأفراد والهيئات (جائزة المهندس سليمان عبد الحي للأفراد والهيئات) من أكاديمية البحث العلمي 1987.[3]
- شهادة تقدير من جامعة القاهرة في الاحتفال بيوم العلماء من مصر 1988.[3]
- جائزة الدولة التشجيعية في العلوم الهندسية من أكاديمية البحث العلمي والتكنولوجيا عامي 1987 و1997.[3]
- نوط الامتياز من الطبقة الأولى من الرئيس المصري السابق محمد حسني مبارك عام 1995.[3]
- جائزة جامعة القاهرة التشجيعية للتميز العلمي في الهندسة 1997.[3]
- جائزة الدولة التشجيعية في العلوم الهندسية 1997.[3]
- جائزة التميز في الهندسة من جامعة بيردو الأمريكية عام 2005.
- جائزة رجل العام (جائزة رفيق الحريري) – بيروت 2006.
- زمالة المعهد الدولي للوجستيات والنقل (المملكة المتحدة) عام 2007.
- جائزة رجل العام (سويسرا) 2011

وهو عضو بجمعية المؤتمر العالمي لأبحاث النقل في سويسرا وفرنسا.

## نشاطه الاجتماعي
أشتهر عصام شرف بتعدد مواقفه الإنسانية وتواضعه مع الفقراء وعامة المواطنين. فقبل توليه رئاسة الوزراء، كان الدكتور عصام شرف من المشاركين في الأنشطة العلمية والاجتماعية. من ذلك إلقاءه لمحاضرة في يوم الهندسة المصري 2010 الذي أقيم في القرية الذكية. إضافة إلى ترأسه لجميعية عصر العلم (الرئيس الشرفي لها هو الدكتور أحمد زويل) بالأخص دوره في مسابقة إنتل للعلوم.
حاصل على جائزة التميز في الهندسة من جامعة بيردو بالولايات المتحدة الأمريكية
جائزة رجل العام (سويسرا) لعام 2011

## وصلات خارجية
- عصام شرف على موقع مونزينجر (الألمانية)

| المناصب السياسية | المناصب السياسية                               | المناصب السياسية   |
| ---------------- | ---------------------------------------------- | ------------------ |
| سبقه أحمد شفيق   | رئيس مجلس الوزراء 3 مارس 2011 - 22 نوفمبر 2011 | تبعه كمال الجنزوري |